# Big Spring, Texas
Big Spring là một thành phố thuộc quận Howard, tiểu bang Texas, Hoa Kỳ. Năm 2010, dân số của xã này là 27282 người.

## Dân số
- Dân số năm 2000: 25233 người.
- Dân số năm 2010: 27282 người.